# Out of This World (álbum de Europe)
Out of This World es el cuarto disco de estudio de la banda sueca de hard rock Europe. 
Lanzado el 9 de agosto de 1988 bajo el sello de Epic Records, el álbum fue un suceso comercial logrando ventas de más de un millón de copias sólo en Estados Unidos. 
Marcó el debut en la guitarra con Kee Marcello, en sustitución de John Norum, quien se marchó de la agrupación por diferencias musicales. Adicionalmente, Marcello colaboró en la composición de tres canciones.

## Recepción y lanzamientos
Aunque no recibió tanta atención luego del éxito de su álbum antecesor, “Out of This World”  tuvo un éxito muy notable en todo el mundo. Alcanzó el #19 en la lista de álbumes de Billboard 200,
donde fue certificado como disco de platino. El país europeo donde se vendió mejor fue en Suiza, donde alcanzó el disco de oro, al igual que en Canadá.
Sin lugar a dudas, Europe apostó mucho al éxito comercial de este trabajo, usando para ello una fórmula muy similar a la de "The Final Countdown". En vista de ello, se lanzaron en total 6 sencillos, mucho más que en cualquier otro disco de la banda: "Supertitious", "Open your Heart" (edición 1988), "Let the Good Times Rock", "More than Meets the Eye" (publicado sólo en Japón y España), "Sing of the Times" y la balada "Tomorrow" (publicada solamente en Brasil). Las tres primeras canciones se acompañaron de vídeos musicales.
A pesar de las grandes expectativas, únicamente "Supertitious" ingresó a listas en Estados Unidos (N.º 31 en Billboard y el N.º 9 en el Mainstream Rock Tracks), siendo su último éxito en América a la fecha. Su video musical tuvo gran difusión en MTV. La canción fue N.º 1 en Suecia y Noruega, y N.º 34 en el Reino Unido.
"Open Your Heart" y "Let the Good Times Rock" fueron un éxito menor en el Reino Unido (N.º 86 y N.º 85 respectivamente)

## Lista de canciones
1. "Superstitious" (Tempest) - 4:35
2. "Let the Good Times Rock" (Tempest) -	4:04
3. "Open Your Heart" (Tempest) - 4:04
4. "More Than Meets the Eye" (Tempest, Marcello, Michaeli) - 3:20
5. "Coast to Coast"  (Tempest, Marcello, Michaeli) - 4:00
6. "Ready or Not" (Tempest) - 4:05
7. "Sign of the Times" (Tempest) - 4:15
8. "Just the Beginning"  (Tempest, Marcello) - 4:32
9. "Never Say Die"  (Tempest) - 4:00
10. "Lights and Shadows"  (Tempest) - 4:04
11. "Tower's Callin'"  (Tempest) - 3:48
12. "Tomorrow"  (Tempest) - 3:04

## Personal
- Joey Tempest – vocal
- Kee Marcello – guitarras
- John Levén – bajo, guitarra
- Mic Michaeli – teclado
- Ian Haugland – batería
- Keith Morell –  coros en "Coast to Coast" y  "Just the Beginning"

### Producción e ingeniería
- Ron Nevison  – Productor, ingeniería, mezcla
- Rob Bozas –  asistente de ingeniería
- Andy Bradfield –  asistente de ingeniería
- Heidi Cannavo –  asistente de ingeniería
- Paul Hume –  ingeniería
- Mike Moran –  Conductor, arreglos
- Mats Grahn –  bajo, teclados, multi técnico
- Paul Jamieson –  técnico de batería
- Bernard Maisner –  escritor
- Lynn Goldsmith –  fotografía
- Joel Zimmerman –  diseño de arte